# Kuchnia turecka

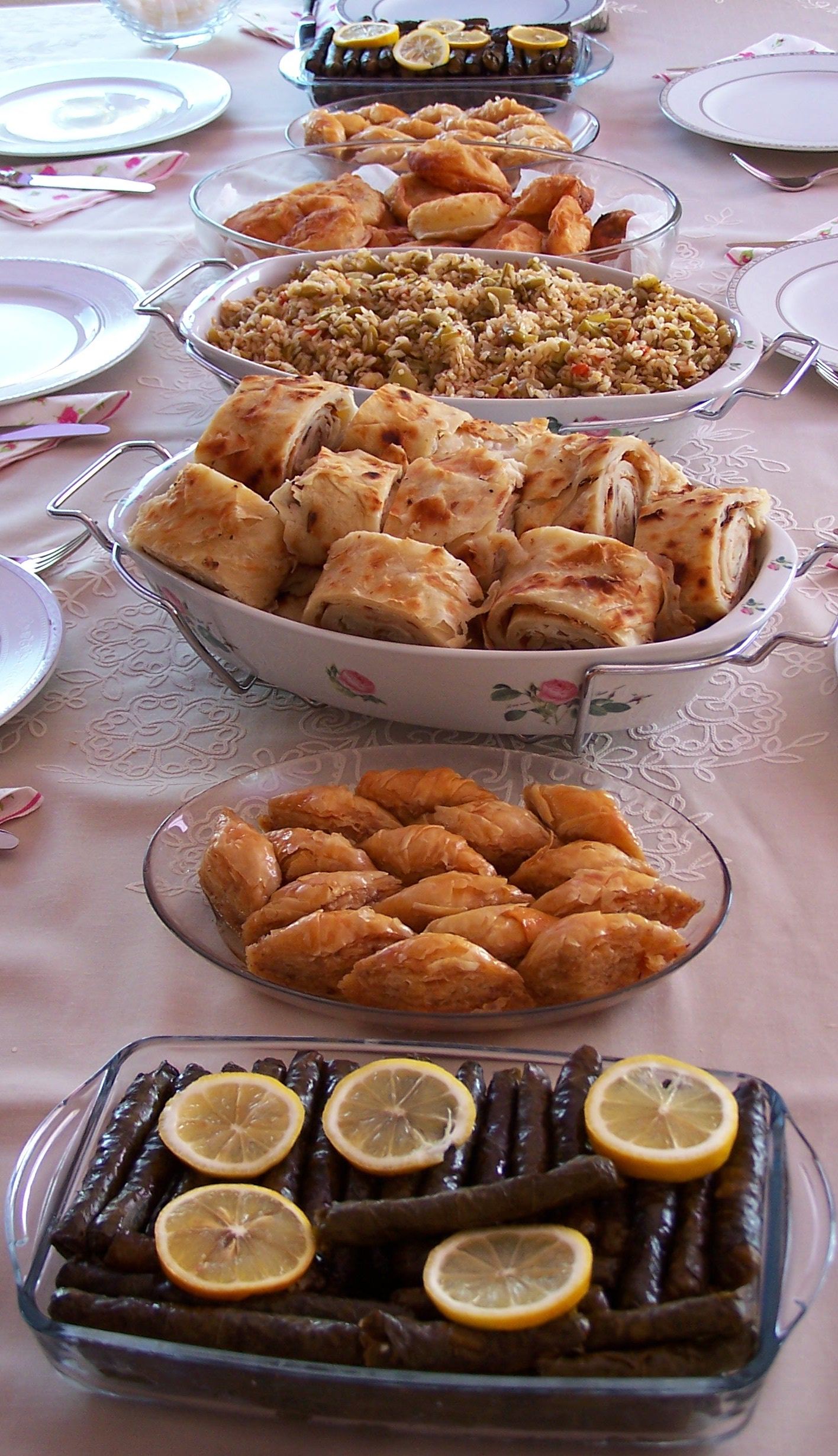
Przykładowe dania kuchni tureckiej

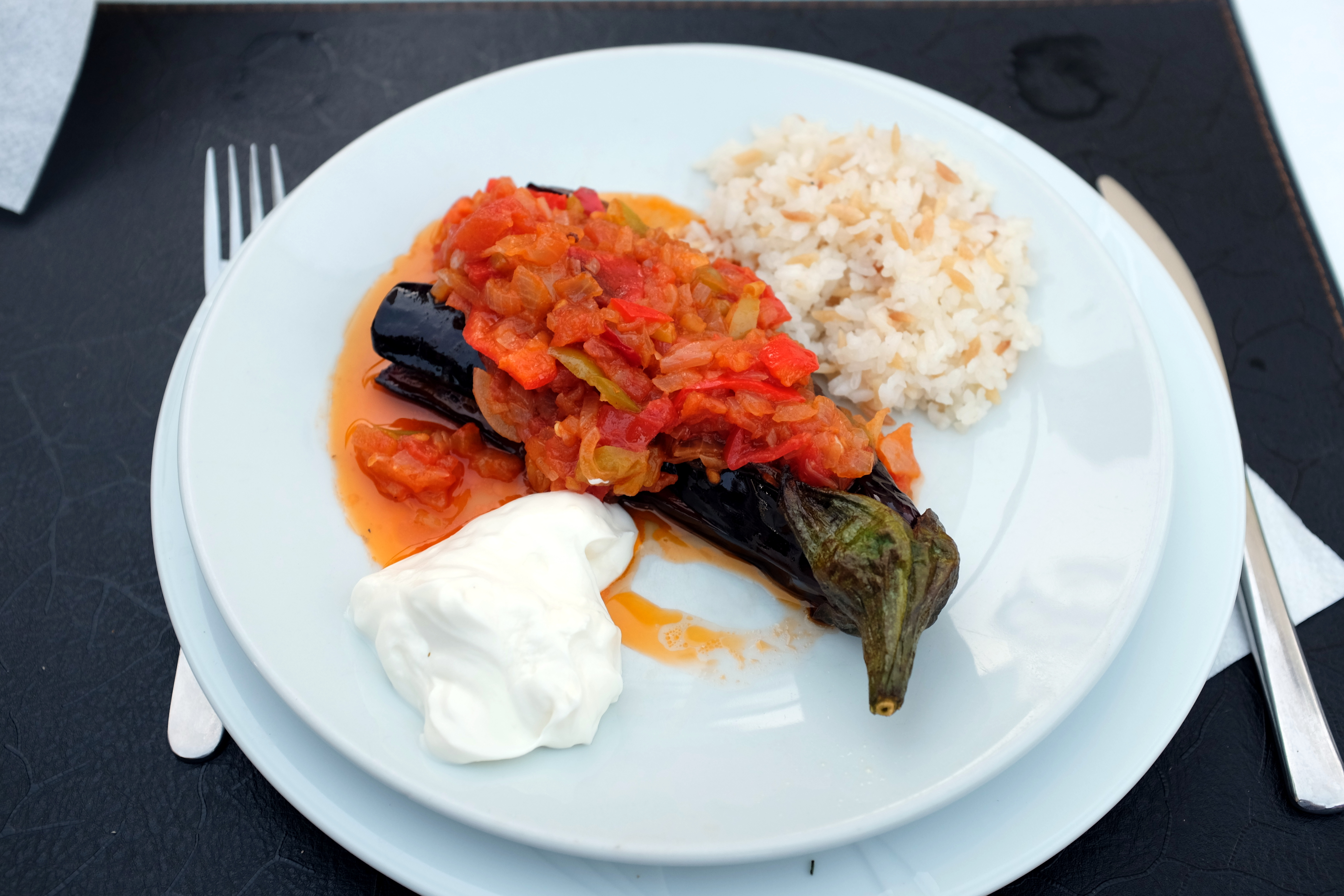
Omdlały imam

Kuchnia turecka – kuchnia pochodząca z terytorium Turcji. Swoje bogactwo zawdzięcza potrawom pochodzącym z różnych regionów Imperium Osmańskiego. To, co najbardziej charakterystyczne dla kuchni tego kraju, to przede wszystkim swoboda w łączeniu rozmaitych smaków i składników. Tę różnorodność kuchnia turecka zawdzięcza swojej lokalizacji – stykają się tutaj tradycje kulinarne Europy, Azji, Półwyspu Arabskiego i Afryki Północnej. 

## Historia
Początki kuchni tureckiej sięgają czasów ludów koczowniczych, czyli tysiące lat wstecz. Nomadowie z gór Ałtaju w środkowej Azji przywędrowali do Anatolii w poszukiwaniu łagodniejszego klimatu i szybko przystosowali się do nowych warunków. W górach prowadzili pasterskie życie oparte na hodowli zwierząt, dzięki temu wprowadzili nowe sposoby przyrządzania mięsa i przetwarzania mleka. Jedli głównie baraninę, jagnięcinę i wołowinę, a przyrządzali je tak, jak dziś czynią to ich potomkowie. Mięso piekli w glinianych piecach ziemnych na rozżarzonych kawałkach drewna lub na otwartym ogniu. Baraninę kroili w drobną kostkę, gotowali w tłuszczu i zasalali. W takiej postaci mięso mogło być przechowywane długi czas. Innym sposobem konserwowania mięsa było suszenie na słońcu przyprawionych plastrów. W ich codziennej diecie bardzo ważny był nabiał. Mleko gotowano na bardzo wolnym ogniu w dużych, płaskich garnkach. Gdy zaczynało kipieć i tworzyła się piana, rozlewano je do naczyń i wypijano. Z mleka wyrabiano sery i jogurty. Mleko oraz gęsta śmietana były głównymi składnikami śniadania.

## Bogactwo naturalne
Turcja jest uznanym producentem i eksporterem oliwy. Uprawia się tu aż 86 odmian oliwek, więc oliwę dodaje się do wszystkich dań, zarówno ciepłych, jak i zimnych. Drzewa tej krainy uginają się pod ciężarem owoców, w tym fig.
Bakłażan jest królem tureckich warzyw. Turcja jest czwartym co do wielkości producentem na świecie. Bakłażan stanowi nieodzowny składnik rozmaitych dań: sałatek, gulaszów, kebabów. W Turcji, na talerzu, można spotkać również pomidory, ziemniaki, paprykę oraz cukinię, ogórek, kapustę, dynię, kalafiora, cebulę i rukolę. Większość z nich serwuje się faszerowane z innymi warzywami, ryżem lub mięsem.

## Stosunek do pokarmów
Turcy mają wyjątkowy stosunek do mięsa, wynika to z wielowiekowej tradycji oraz nakazów islamu. Podstawowe zasady, które muszą być respektowane, to zakaz spożywania wieprzowiny i krwi zwierzęcej. Turcy uwielbiają celebrować posiłki, dlatego też pośpiech w trakcie jedzenia jest bardzo w złym tonie. Z odpowiednią uwagą traktują również napoje.

## Kebab
Jak głosi legenda, ruszt do kebabów wymyślił kucharz Iskander z miasta Bursa. Wędrowni wojownicy mieli w zwyczaju piec mięso nad ogniem na swoich mieczach. Pomysłowy kucharz miał zbudować pionowy ruszt, wypełnić go gorącym węglem, a w środek wbić miecz z nadzianym mięsem barana. Spływający tłuszcz sprawiał, że mięso było odpowiednio nasączone i nie przypalało się.
Powszechnie znany i kojarzony z Turcją döner kebap – mięso przyrządzane na obracającym się rożnie, podawany w chlebie pita z sosami i surówkami. Dla Turka kebap to po prostu mięso przyrządzane na wiele sposobów: baranina, jagnięcina i wołowina.

## Tajemnice piekarni w kuchni tureckiej
Legenda głosi, że tureckim piekarzom recepturę na chleb przekazał Adam po wygnaniu z raju, a sam otrzymał ją od archanioła Gabriela. Wybór pieczywa w Turcji jest ogromny. Placki były podstawowym pożywieniem plemion koczowniczych. Placki pieczono bezpośrednio nad ogniem na żelaznej blasze, zwanej sac. Nie znano pieca z dachówką. Codziennym pieczywem kuchni tureckiej jest ekmek. Jest to kwaskowaty chleb z pszennej, białej mąki, czasami z dodatkiem mąki pełnoziarnistej, posmarowany żółtkiem lub mlekiem, nadającym skórce chrupkość. Bywa posypany makiem, sezamem bądź innymi dodatkami. Je się go zazwyczaj w dniu wypieku, bo świeży jest najsmaczniejszy.

## Przystawki
- meze – przystawki podawane z alkoholami
- börek – rodzaj pierogów z ciasta z farszem mięsnym, serowym lub warzywnym
- dolma – warzywa z farszem lub liście winogron, w które zawija się ryż z mięsem
- köfte – gotowane lub pieczone mięso
- pilav – dania ryżowe

Kuchnia turecka nie jest skomplikowana, bazuje zazwyczaj na prostych połączeniach. W kuchni tureckiej nie brakuje również potraw mięsnych. Wprawdzie Koran zabrania spożywania wieprzowiny, za to zezwala np. na baraninę. Mięso przez nich spożywane to najczęściej jagnięcina lub baranina podana z dużą ilością warzyw. Mięso mielone stanowi bardzo często farsz do warzyw. Warzywa często są traktowane jako osobne dania, smażone z cebulą i pomidorami w bardzo dużej ilości oliwy, z solą, cukrem, czasem czosnkiem, podawane na zimno. Jednym z bardziej znanych dań tego rodzaju jest imambayıldı – faszerowany bakłażan w oliwie.
Najsłynniejsze danie – kebab (danie z rusztu lub smażone w małych kawałkach) – jest przykładem współczesnej, prostej kuchni tureckiej.
Na terenach nadmorskich ważnym elementem menu są potrawy z ryb i owoców morza, z kolei w głębi kraju spotykamy się z przysmakami z jarzyn i mleka. To ostatnie występuje najczęściej w postaci gęstego, lekko słonawego jogurtu, który jest podstawą wielu sosów i napojów, takich jak np. ayranu – rozrzedzony wodą lub kostką lodu jogurt z dodatkiem soli, siekanego ogórka i szczypiorku.

## Napoje

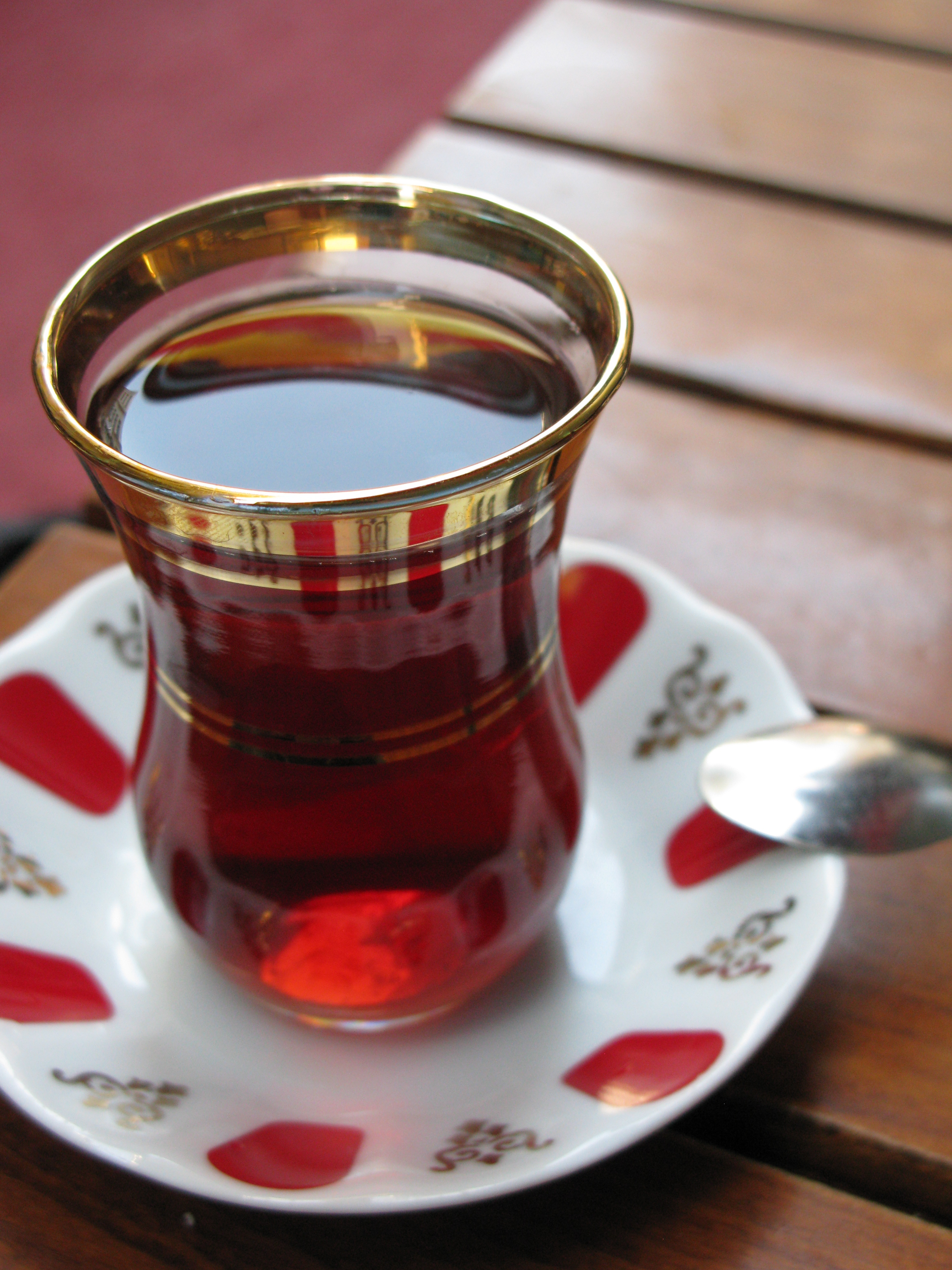
Herbata w tradycyjnej tureckiej szklance

Turcy piją herbatę podawaną w małych szklankach w kształcie tulipanów, bardzo gorącą i słodką.
Kawę, zwaną kahve, parzy się w specjalnych tygielkach, gotując mielone ziarna razem z cukrem. Gdy kawa nabiera odpowiedniej mocy, przelewa się ją do malutkich charakterystycznych filiżanek bez uszka. Chociaż kawę pito na tych ziemiach od bardzo dawna, to bezapelacyjnie narodowym napojem jest herbata. Parzy się ją aż 10 minut. Następnie niezwykłej mocy napar rozcieńcza się wrzątkiem i mocno słodzi.
Kawa podawana jest na trzy sposoby: słodka şekerli, bez cukru sade i półsłodka orta. Popularne są także soki i napary wiśniowe i jabłkowe.
Narodowym napojem Turków jest rakı, anyżowa wódka o lekkim smaku lukrecji. Podawana silnie schłodzona i zmieszana pół na pół z wodą staje się koloru mlecznego i nazywana jest „mlekiem lwa”. Do raki podaje się przystawki (meze).
Popularnym napojem jest także Szerbet.

## Śniadanie tureckie
Typowe śniadanie Turków to chleb, oliwki, owczy ser, pomidory, ogórki, a także mercimek aorobasi – zupa z soczewicy z dużą ilością chleba. Tradycyjnego posiłku nie można sobie wyobrazić bez meze, czyli przystawek. W Turcji istnieją nawet restauracje (zwane meyhane), które specjalizują się wyłącznie w przystawkach. Są to małe dania, ale bardzo treściwe, dlatego mogą zastąpić cały posiłek.

### Przykładowe przystawki
- beyaz peynir – twaróg z owczego mleka
- yaprak dolmasi – faszerowane liście winogron
- tarama – pasta z ikry z dorsza
- kabak kizartmasi – smażona cukinia z sosem jogurtowym

Charakterystyczny jest również sposób jedzenia przystawek – zawsze i wyłącznie palcami.

## Zupy
W karcie dań lista potraw ze słowem çorba jest długa – a to po prostu zupa. Kiedy zagryza się ją chlebem i dodatkowo popija wodą, stanowi bardzo pożywny posiłek, po którym trudno zjeść coś kolejnego. Nie tylko wspaniale smakuje, ale jeszcze dostarcza wielu wartości odżywczych. W miastach tureckich często można spotkać bary, w których serwuje się tylko zupy, a szefowie kuchni wymyślają coraz bardziej oryginalne przepisy.
Dobry turecki posiłek nie może zakończyć się bez deseru.

## Desery
Desery tureckie można podzielić na dwa rodzaje: mleczne oraz na słodkie ciasta. Do najpopularniejszych deserów można zaliczyć: baklava, kadayifi, lokum i acibadem kurabiyesi.
Popularny jest też ayran – słonawy i dość rzadki jogurt do picia. Zimą pija się salep – robi się go z korzenia jednego z gatunków storczyka, gotuje z mlekiem i cynamonem. Innymi przysmakami mogą być kolorowe galaretki z pudrem – rachatłukum czy też przysmak zwany tulumba – nasączony słodkim syropem. Znanym deserem jest również baklava – to romb oblanego lukrem bardzo słodkiego ciasta półfrancuskiego z masą orzechową. Nie do odrzucenia są także chałwy, z całym bogactwem smaków oraz marcepan – acibadem kurabiyesi. Często są to świeże owoce: arbuzy, morele czy figi.

## Kuchnia uliczna
Są dania, które trudno znaleźć w menu szanujących się restauracji. Niektórych potraw należy szukać u ulicznych kucharzy-sprzedawców, specjalizujących się tylko w jednej, wybranej potrawie. Przykładowym ulicznym daniem jest kokoreç. Jest to danie z jagnięcych flaków, które nadziewa się, nawija na szpadkę i opieka nad ogniem. Ściśnięte na rożnie tworzą rodzaj kiełbasy, którą potem kroi się w kostki, doprawia i wkłada w połówkę lub ćwiartkę chleba. Często mieszana z ostrą papryką, pieprzem, pomidorami i innymi przyprawami.